# Saluti ebraici
Ci sono molti saluti, auguri ed espressioni ebraiche che sono tipici dell'ebraismo e sono usati nelle comunità ebraiche in Israele e nella Diaspora. Anche fuori da Israele, infatti, la lingua ebraica è una parte importante della vita degli ebrei della Diaspora.
Moltissimi ebrei, anche se non parlano correntemente l'ebraico, conoscono molte di queste espressioni in ebraico, in Yiddish o in altre lingue "ebraico-locali" quali ad esempio il giudaico-spagnolo o l'italkian, ecc..

## Saluti
Frasi usate come augurio durante lo Shabbat.
| Traslitterazione | Ebraico  | Traduzione                    | Lingua  | Spiegazione |
| ---------------- | -------- | ----------------------------- | ------- | --- |
| Shabbat shalom   | שַׁבָּת שָׁלוֹם | [Che sia uno] Shabbat di pace | Ebraico | Usato di Shabbat come saluto generico. In Israele è anche usato durante la vigilia di Shabbat con il significato di "buon fine settimana". |
| Gut Shabbes      | גוּט שַׁבָּת  | Buon Sabato                   | Yiddish | Usato di Shabbat come saluto generico. |
| Shavua tov       | שָׁבוּעַ טוֹב | Buona settimana               | Ebraico | Usato il sabato sera (dopo l'Havdalah) e la domenica. È usato come augurio per una buona settimana futura.                                 |

## Festività
Frasi usate come augurio durante le festività.
| Traslitterazione      | Ebraico     | Traduzione                            | Lingua  | Spiegazione |
| --------------------- | ----------- | ------------------------------------- | ------- | --- |
| Chag sameach          | חַג שָׂמֵחַ      | Buona festa                           | Ebraico | Usato come augurio per la festività. Usato spesso in abbinamento al nome della festività: chag Chanukah sameach. |
| Chag kasher v'sameach | חַג כָשֵׁר וְשָׂמֵחַ | [Che sia una] festa felice e [kasher] | Ebraico | Usato come augurio per la festività. Variante del precedente. |
| Gut Yontiv            | גוט יום־טובֿ | Buon Yom Tov                          | Yiddish | Usato come augurio per gli Yom Tov. |
| L'shanah tovah        | לְשָׁנָה טוֹבָה   | Per un buon anno                      | Ebraico | Usato come augurio durante Rosh Hashanah (il capodanno ebraico). La frase è un'abbreviazione per "l'shanah tovah techatemu ve tikatevu" (לְשָׁנָה טוֹבָה תֵּחָתֵמוּ וְתִכָּתֵבוּ), che significa "che il tuo nome possa essere inscritto e serbato (nel Libro della Vita) per un buon anno". Una versione più breve è: "ktiva ve chatima tova" (כְּתִיבָה וְחֲתִימָה טוֹבָה), che significa "[ti auguro di avere] una buona firma [nel Libro della Vita]". In occasione di Rosh Hashanah sono usate anche le espressioni shanah tovah (שָׁנָה טוֹבָה), che significa letteralmente "un buon anno", e shana tova u'metukah (שָׁנָה טוֹבָה וּמְתוּקָה) "un buon e dolce anno". |
| Tzom kal              | צוֹם קַל      | [Che sia un] digiuno facile           | Ebraico | Yom Kippur. La parola tov ("buon") non è utilizzata perché Yom Kippur è un giorno di espiazione e di digiuno e non un giorno felice. |

## Saluti
Frasi usate al momento degli incontri e dei commiati.
| Traslitterazione | Ebraico    | Traduzione          | Lingua  | Spiegazione |
| ---------------- | ---------- | ------------------- | ------- | --- |
| Shalom           | שָׁלוֹם       | Pace                | Ebraico | Si tratta di un saluto ebraico generico che può essere usato sia come buongiorno, ciao o salve, sia come arrivederci.          |
| Shalom aleichem  | שָׁלוֹם עֲלֵיכֶם | La pace sia con voi | Ebraico | Saluto tradizionale degli ebrei ashkenaziti. La risposta appropriata è "Aleichem Shalom" (עֲלֵיכֶם שָׁלוֹם) "Su di voi sia la pace". |

## Frasi idiomatiche
| Traslitterazione                                          | Ebraico    | Traduzione                        | Lingua          | Spiegazione |
| --------------------------------------------------------- | ---------- | --------------------------------- | --------------- | --- |
| Mazal tov / Mazel tov                                     | מַזָּל טוֹב    | Buona fortuna                     | Ebraico/Yiddish | Usato per significare "auguri" o "congratulazioni" in occasione di compleanni, anniversari, bar mitzvah, fidanzamenti o di un nuovo lavoro. Viene gridato durante il matrimonio ebraico quando lo sposo rompe il bicchiere con un piede. Si usa anche quando qualcuno rompe accidentalmente un vetro. Non viene di norma usato all'annuncio di una gravidanza, quando viene di solito sostituito da "b'sha'ah tovah" ("Possa avvenire al momento giusto"). |
| B'karov etzlech (femminile) o B'karov etzlecha (maschile) | בְּקָרוֹב אֶצְלְךָ | Possa esserlo presto anche per te | Ebraico         | Usato come risposta a "mazal tov" |
| B'ezrat HaShem                                            | בְּעֶזְרָת הַשֵּׁם  | Con l'aiuto di Dio                | Ebraico         | Usato dagli ebrei religiosi quando parlano del futuro e ricercano l'aiuto di Dio (simile all'italiano "A Dio piacendo"). |
| Yishar koach                                              | יְשַׁר כֹּחַ     | Devi essere forte                 | Ebraico         | Usato con il significato di "buon per te", "ben fatto", "way to go" o "complimenti". La risposta appropriata è "baruch teheyeh" (maschile) o "brucha teeheyi" (femminile) che significato "che tu sia benedetto/a". |
| Chazak u'varuch                                           | חֵזָק וּבָרוךְ  | Sii forte e benedetto             | Ebraico         | Usato nelle sinagoghe sefardite dopo aver ricevuto un onore. La risposta è "chazak ve'ematz" ("sii forte e coraggioso") |
| Nu?                                                       | ?נו        | Allora?                           | Yiddish         | Interiezione Yiddish. |
| Kol hakavod                                               | כֹּל הַכָּבוֹד   | Tutto l'onore                     | Ebraico         | Usato per un lavoro ben fatto. |
| L'chaim                                                   | לְחַיִּים      | Alla vita                         | Ebraico/Yiddish | Brindisi ebraico equivalente al "cin cin" o "prosit". |
| Gesundheit                                                | געזונטהייט | Salute                            | Yiddish/tedesco | Pronunciata dopo uno starnuto. Variante: "tsu gezunt". |
| Labriut                                                   | לבריאות    | Alla salute                       | Ebraico         | Pronunciata dopo uno starnuto. |